# 후설 원순 고모음
후설 원순 고모음(後舌 圓脣 高母音) 또는 후설 원순 폐모음(後舌 圓脣 閉母音)은 홀소리의 하나이다.
- 이 홀소리는 닿소리가 되지 않을 만큼 혀의 위치를 뒤로 해서 발음하는 후설모음이다.
- 이 홀소리는 입술을 둥글게 하고 발음하는 원순모음이다.
- 이 홀소리는 닿소리가 되지 않을 만큼 혀의 위치를 높게 해서 발음하는 고모음이다.

### 예
| 언어        | 철자      | 발음     | 뜻           |
| 고전 라틴어 | sus       | [suːs]   | 돼지         |
| 스와힐리어  | ubongo    | [ubongo] | 뇌           |
| 소토어      | tumo      | [tʼumɔ]  | 명성         |
| 루마니아어  | unu       | [ˈun̪u]   | 하나         |
| 포르투갈어  | tu        | [ˈtu]    | 너           |
| 프랑스어    | où        | [u]      | 어디에       |
| 네덜란드어  | voet      | [vut]    | 발           |
| 한국어      | 눈의 'ㅜ' | [nuːn]   | 눈(雪, snow) |